# 一朱銀
一朱銀（いっしゅぎん）とは、江戸時代後期に流通した長方形短冊形の銀貨の一種で計数貨幣である。額面は一分の1/4、一両の1/16に当たる。
一朱銀による包銀としては、一朱銀400枚による25両包が当時一般的であった。

## 文政南鐐一朱銀

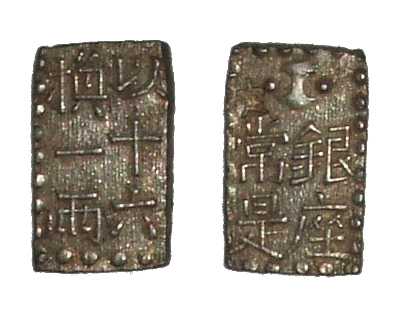
文政南鐐一朱銀

文政7年7月2日（1824年7月27日）から通用開始された文政一朱判は、小型方形で金品位が123/1000と低いため、すこぶる評判が悪く、あまり流通しなかったため、文政12年7月10日（1829年8月9日）から改めて南鐐（上銀）を素材とする長方形の文政南鐐一朱銀（ぶんせいなんりょういっしゅぎん）が通用開始された。この一朱銀の額面に「一朱」と示さず「以十六換一兩」と表示している点は南鐐二朱銀と同様である。一両分の量目（質量）は11.2匁に過ぎず、新南鐐二朱判の16匁よりさらに低いもので、小判を原貨とするならばその臨時貨幣と云うべきものであり、出目（でめ/改鋳利益）獲得を目的にしていることは明らかである。
公儀灰吹銀および回収された旧銀から一朱銀を吹きたてる場合の銀座の収入である分一銀（ぶいちぎん）は文政南鐐一朱銀では鋳造高の3.5%と設定され、また丁銀および南鐐二朱判などからの吹替えにより幕府が得た出目は『銀座年寄御賞筋願之義申上候書付』によれば1,595,779両であった。

## 嘉永一朱銀

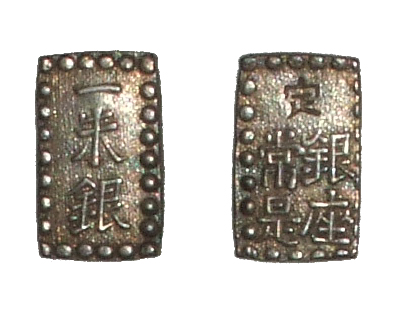
嘉永一朱銀

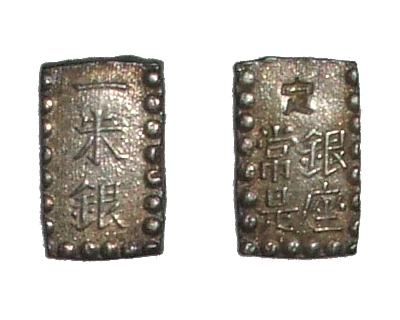
安政一朱銀

嘉永6年6月3日（1853年）、浦賀沖の黒船来航の翌年、嘉永7年1月24日（1854年2月21日）に通用開始されたのが嘉永一朱銀（かえいいっしゅぎん）であり、お台場に砲台が築かれた時期に相当する。このときの工事に払われた日当が一朱に相当する250文であったため、お台場銀（おだいばぎん）とも呼ばれた。量目はさらに小さく一両当り8匁であり、一分銀をも下回る。この時期は一両小判を基軸とする計数銀貨が丁銀などの秤量銀貨を凌駕し、計数銀貨の使用が定着していたため、額面表示は「一朱銀」と直接的な表示となっている。
表面の「一朱銀」の書体および裏面の「銀座常是」の書体には数種類存在し、その系統には二種類あり天保一分銀の書体に関連のあるもの、および安政一分銀と関連の深いものがあり、前者を狭義の嘉永一朱銀、後者を安政一朱銀（あんせいいっしゅぎん）と分類するが、両者に銀品位の差はなく改鋳が行われたとの記録も存在しないため、広義には両方が嘉永一朱銀と分類されていた。
狭義の嘉永一朱銀には「一朱銀」の「朱」および「銀」文字の跳ねた物、「銀座常是」の「銀」、「座」および「是」文字の跳ねた物などが存在し、表9種、裏5種の字体の組み合わせにより45通りが考えられるが、このうち33種類が確認され、安政一朱銀は表9種、裏7種の計63種が知られている。さらに狭義の嘉永一朱銀では、33種類の他3種の新種の発見が報告されている。
安政一分銀と比較すると、1両あたりの銀の量がわずかに少なく、文久から慶応の頃の資料によると、当時の小判の価値と一朱銀16枚の価値を銀目で示すと、1匁6分ほど一朱銀16枚の価値の方が低く示されている資料が多く、当時の人は、この差異を「正金より一匁六分落」または、「一匁六分下げ」のように表現していたという。そのためこの一朱銀は実際には小判を基準とした一朱よりわずかに安価で通用されていたことが知られる。

## 貨幣司一朱銀

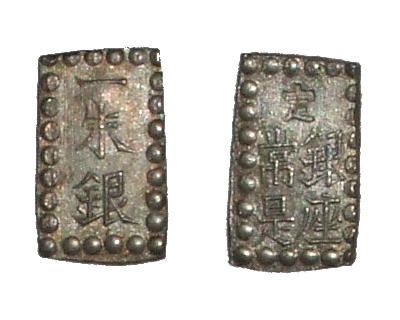
貨幣司一朱銀

倒幕後、明治新政府は金座および銀座を接収して、太政官管理下に貨幣司（かへいし）を設置し、慶應4年4月17日（1868年5月9日）より翌年2月5日（1869年3月17日）まで、造幣局開局までの縫合策として幕府による貨幣を踏襲した二分判、一分銀、一朱銀および天保通寳を製造した。このとき製造されたのが貨幣司一朱銀（かへいしいっしゅぎん）であり、「常是」の「常」字の上部が「川」字を髣髴させるものであるため川常一朱銀（かわつねいっしゅぎん）とも呼び、鋳造期の大部分が明治時代になることから明治一朱銀（めいじいっしゅぎん）とも呼ばれる。
文政南鐐一朱銀および嘉永一朱銀が南鐐あるいは花降銀と呼ばれる上質の灰吹銀を材料としているのに対し、貨幣司一朱銀は銀品位が劣り、洋銀に近いものである。
貨幣司一朱銀についても表面の「一朱銀」の書体および裏面の「銀座常是」の書体には数種類存在し、その組み合わせにより多くの手代わりが存在し、表7種、裏6種の字体の組み合わせにより計36種が確認されている。

## 一覧（鋳造開始・品位・量目・鋳造量）
| 名称                 | 鋳造開始            | 分析品位（造幣局）        | 規定量目           | 鋳造量                           |
| -------------------- | ------------------- | ------------------------- | ------------------ | -------------------------------- |
| 文政南鐐一朱銀       | 文政12年 （1829年） | 金0.14%/銀98.95%/雑0.91%  | 0.7匁 (2.62グラム) | 8,744,572両2分 （139,913,160枚） |
| 嘉永一朱銀           | 嘉永6年 （1853年）  | 金0.17%/銀98.71%/雑1.12%  | 0.5匁 (1.87グラム) | 9,952,800両 （159,244,800枚）    |
| 貨幣司一朱銀（川常） | 明治元年 （1868年） | 金0.11%/銀87.91%/雑11.98% | 0.5匁 (1.87グラム) | 1,171,400両 （18,742,400枚）     |